# Примбетов, Серик Достанович
Серик Достанович Примбетов (17 сентября 1948, с. Аккум, Жалагашский район, Кызылординская область, Казахская ССР) — казахстанский государственный деятель, дипломат.

## Биография
1971 — Окончил Алма-Атинский институт народного хозяйства
С 1966 по 1967 — рабочий Чимкентского завода прессов-автоматов и фосфорных солей.
С 1971 по 1972 — младший научный сотрудник Научно-исследовательского экономического института при Госплане Казахской ССР.
С 1972 по 1975 — аспирант Московского государственного университета.
С 1975 по 1987 — старший научный сотрудник, заведующий сектором, заведующий отделом НИЭИ при Госплане Казахской ССР.
С 1987 по 1990 — руководитель лекторской группы при Алма-Атинском обкоме Компартии.
С 1990 по 1991 — генеральный директор Центра политической работы и делового сотрудничества.
С 1991 по 1992 — 1-й заместитель председателя Казтелерадио.
С 1992 по 1994 — заместитель заведующего отделом по делам СНГ Аппарата Президента и Кабинета министров Республики Казахстан.
С 1994 по 1997 — председатель Исполкома Межгосударственного совета Казахстана, Кыргызстана, Узбекистана (Центральноазиатского союза).
С 1997 по 1998 — заместитель Председатель Межгосударственного совета Центральноазиатского союза.
С 1998 по 2002 — заместитель председателя Исполкома Центральноазиатского Экономического сообщества.
С февраля 2002 по сентябрь 2002 — советник Президента Республики Казахстан, национальный координатор «Центрально-Азиатского экономического сотрудничества».
С 2002 по 2008 — заместитель генерального секретаря Евразийского экономического сообщества.
С 23 января 2008 года по 11 февраля 2013 — Чрезвычайный и Полномочный Посол РК в Азербайджанской Республике.

## Награды
- Орден Парасат (2018)[2]
- Орден «Достык» II степени (12 декабря 2005 года) — за заслуги перед государством, активную общественную деятельность, значительный вклад в социально-экономическое и культурное развитие страны, укрепление дружбы и сотрудничества между народами[3]
- Орден Дружбы (30 октября 2007 года, Россия) — за большой вклад в развитие интеграционных процессов среди государств — участников Содружества Независимых Государств[4]
- Медаль Астана
- Юбилейная медаль «10 лет независимости Республики Казахстана»
- Медаль «10 лет Астане»
- Юбилейная медаль «Манас-1000» (31 октября 1995 года, Кыргызстан) — за большой вклад в укрепление дружбы и сотрудничества между кыргызским и казахским народами, пропаганду идей эпоса «Манас»[5]
- Международная награда «Факел Бирмингема» (1996, за подписью Президента США Б. Клинтона)
- Благодарности Президента РК (2008, 2010)
- Лауреат премии научно-технического творчества молодёжи СССР (1978)
- Заслуженный деятель дипломатической службы Республики Казахстан[6]
- Грамота Содружества Независимых Государств (3 сентября 2011 года, Совет глав государств СНГ) — за активную работу по укреплению и развитию Содружества Независимых Государств[7]